# 고요제이 천황
고요제이 천황(일본어: 後陽成天皇, 1571년 12월 31일 ~ 1617년 9월 25일)은 일본의 107대 천황(재위: 1586년 12월 17일 ~ 1611년 5월 9일)이다. 휘는 본래 가즈히토(和仁)였으나 나중에 가타히토(周仁)로 고쳤다. 호칭의 유래는 57대 천황 요제이 천황(陽成天皇)에서 따왔다.
아버지는 오기마치 천황(正親町天皇)의 다섯째 아들 사네히토 친왕(誠仁親王)으로 동궁이었던 아버지의 죽음으로 같은 해에 할아버지 오기마치 천황으로부터 양위를 받아 천황이 되었다.

## 약력
덴쇼(天正) 14년(1586년) 7월에 동궁이었던 아버지 사네히토 친왕이 사망하는 바람에 황손으로써 같은 해 11월 7일에 할아버지의 양위를 받아 즉위하였다.
1586년부터 1611년까지 재위하는 동안 1586년부터 1592년까지 도요토미 히데요시가 섭정하였고 1592년부터 1595년까지 도요토미 히데쓰구가 섭정하였으며 1595년부터 1598년까지 도요토미 히데요시가 다시 섭정을 하였고 1598년부터 1603년까지는 비로소 친정을 하였으며 1603년부터 1605년까지 도쿠가와 이에야스가 대리청정하였고 1605년부터 1611년 퇴위할 때까지 도쿠가와 히데타다가 대리청정을 하였다.
고요제이 천황의 재위 기간은 도요토미 정권(豊臣政権)의 천하 통일과 에도 막부(江戸幕府)의 개창 모두에 걸쳐 있으며, 재위기 전반과 후반에서 천황에 대한 취급도 서로 달랐다. 도요토미 히데요시(豊臣秀吉)는 지배 권위로써 관백(関白), 태합(太閤)의 지위를 이용하기 위해 천황을 존중하고 그 권위를 높일 필요가 있었기에 조정의 위신 회복에 힘을 쏟았다. 덴쇼(天正) 16년(1588년)에 히데요시가 연출한 천황의 주라쿠다이(聚楽第) 행차가 성대하게 이루어졌다. 25개 조의 각서에 따르면 분로쿠의 역(文禄の役), 즉 임진왜란에서 히데요시는 명을 정복하고 나서 고요제이 천황을 명(明)의 황제로 옹립해 베이징(北京)으로 옮기고, 마사히토 친왕(政仁親王)이나 하치조미야 도모히토 친왕(八条宮智仁親王)을 일본의 천황으로 삼고자 했다. 그러나 고요제이 천황은 히데요시의 외부로의 군사적 침략을 반대했고, 히데요시에게 「억지스런 짓이다」(無体な所業)라며 말렸다고 한다.
히데요시는 분로쿠(文禄) 2년(1593년), 조선에서 약탈해 온 금속활자와 활자인쇄본 서적을 고요제이 천황에게 바쳤다. 천황은 그 해 구게 로쿠조 아리히로(六条有広)나 니시도인 도키요시(西洞院時慶) 등에게 명해 그 기술을 사용해 「고문효교」(古文孝教)를 인쇄하도록 하였다(분로쿠칙판文禄勅版). 이는 일본에서 금속활자를 사용한 최초의 인쇄 작업이었다. 또한 게이초(慶長) 2년(1597년)에 조선 활자를 모방한 대형 목활자(木活字)를 제작해 「금수단」(錦繍段)을 개판하게 하였다(게이초칙판慶長勅版).
히데요시가 죽고 세키가하라 전투가 일어나자 단고(丹後)의 다노베 성(田辺城)에서 서군(西軍)과 교전 중이던 호소카와 유사이(細川幽斎)를 아껴서 양군에게 칙령으로 성을 열 것을 명했다. 게이초 8년(1603년)에 도쿠가와 이에야스(徳川家康)를 세이이타이쇼군(征夷大将軍)으로 임명하고, 에도 막부가 개창되었다. 조정의 권위를 억압하려는 막부는 교토에 대한 간섭을 강화해, 조정이 갖고 있던 관위 서임권이나 연호 개원(改元)까지도 막부가 가져왔다. 게이초 14년(1609년)에 궁중에서 여관(女官)의 밀통 사건(이노쿠마 사건猪熊事件)이 일어나자 막부는 교토 쇼시다이(京都所司代)에 명해 엄벌을 요청하였다.
고요제이 천황은 히데요시의 강권으로 제1황자 카타히토 친왕(良仁親王)을 차기 계승자로 삼았지만, 히데요시가 죽고 이를 꺼려 동생 도시히토 친왕(智仁親王)에게 양위하기를 바랬고, 조정 신료들이나 쇼군 이에야스는 이를 반대하였다. 세키가하라 전투 뒤, 고요제이 천황은 이에야스의 동의를 얻어 카타히토 친왕을 강제로 닌나지(仁和寺)에 출가시키고, 제3황자인 코토히토 친왕(政仁親王)을 태자로 세웠다. 게이초 16년(1611년)에 코토히토 친왕(훗날의 고미즈노오 천황)에 양위하고, 센도고쇼(仙洞御所)로 물러났다. 그러나 고미즈노오 천황은 상황의 처소에 좀처럼 찾아가지 않는 등 천황과 상황 두 부자는 오랫동안 불화 상태였다고 한다.
겐나(元和) 3년(1617년)에 47세로 붕어하였다. 시신은 화장되었는데, 이후 역대 천황은 모두 매장 형식으로 장례가 이루어졌다는 점에서, 화장으로써 장례를 치른 마지막 천황으로 기록된다.

## 인물
- 유학이나 와카쿠(和学)에 조예가 있어 몸소 『겐지 이야기 문서』(源氏物語聞書), 『이세 이야기 구간쇼』(伊勢物語愚案抄) 등을 지었고, 『일본서기』(日本書紀)를 게이초칙판으로 간행하기도 하였다.
- 히데요시의 명으로 할복당한 도요토미 히데쓰구(豊臣秀次)의 명복을 빌기 위해 출가한 닛슈니(日秀尼, 히데쓰구의 어머니, 히데요시의 누나)에게 즈이류지(瑞龍寺, 오미하치만시近江八幡市 소재)의 이름을 따서 즈이류인(瑞龍院)이라는 원호를 주었다. 그 뒤 즈이류지 절은 니치렌종(日蓮宗) 유일의 문적사원(門跡寺院)이 되었다.
- 히데요시가 조선을 침략하려 하자 "그런 억지스러운 짓을 왜 하려 하는가? 하지 마라. 조선 백성들은 죄가 없으며 우리도 전쟁이 끝난 지 얼마 안 되었다. 왜 서로 망하는 짓을 하려 하는가?"라며 반대했다.

## 계보

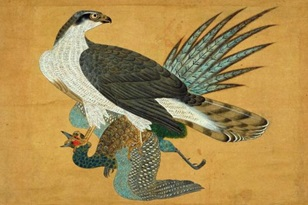
고요제이 천황 필 「응황치도(鷹攫雉図)」 (국립역사민속박물관 소장)

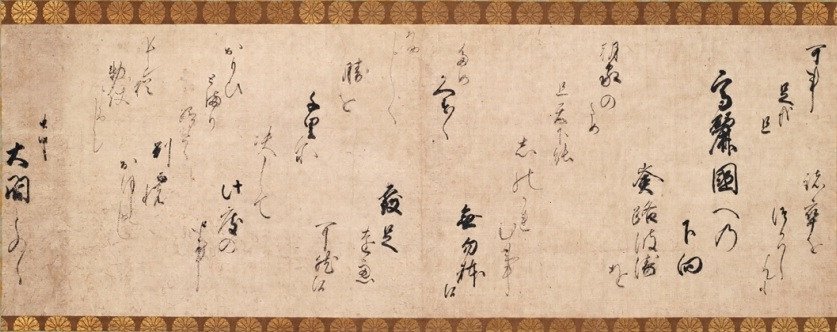
고요제이 천황 필 「고요제이 천황 신한어소식(後陽成天皇宸翰御消息) (고려국 운운, 도요토미 히데요시 앞 (高麗国云々、豊臣秀吉宛)」 중요 문화재 (모리야 컬렉션, 교토 국립박물관 소장)

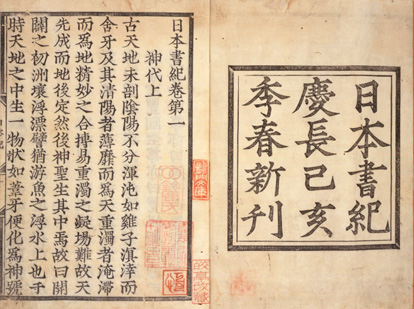
게이초 칙판에 의한 「일본서기 게이초 을해 계춘신간(日本書紀 慶長乙亥 季春新刊)」 (신간 일본서기 진다이 상) (국립국회도서관 소장)

오기마치 천황의 황자 사네히토 친왕 (요코인 태상천황)의 1황자이다. 어머니는 카쥬지 하레미기의 딸 신죠토몬인 후지와라노 하루코이다.
- 뇨고 : 후지와라노 (코노에) 사키코 (츄카몬인(中和門院), 1575년 ~ 1630년) - 코노에 사키히사의 딸, 도요토미 히데요시의 양녀
  - 1황녀 : 쇼코 여왕 (聖興女王, 1590년 ~ 1595년)
  - 2황녀 : 류토인노미야 (龍登院宮, 1592년 ~ 1600년)
  - 3황녀 : 세이시/키요코 내친왕 (清子内親王, 1593년 ~ 1674년) - 타카츠카사 노부히사의 정실
  - 4황녀 : 후미타카 여왕 (文高女王, 1595년 ~ 1644년) - 다이쇼지
  - 3황자 : 코토히토 친왕 (고미즈노오 천황, 1596년 ~ 1680년)
  - 5황녀 : 소에이 여왕 (尊英女王, 1598년 ~ 1611년)
  - 4황자 : 코노에 노부히로 (1599년 ~ 1649년) - 코노에 노부타다의 양자
  - 7황자 : 타카마츠노미야 요시히토 친왕 (1603년 ~ 1638년) - 초대 타카마츠노미야
  - 9황자 : 이치죠 아키요시 (1605년 ~ 1672년) - 이치죠 우치모토의 양자
  - 6황녀 : 테이시 내친왕 (1606년 ~ 1675년) - 니죠 야스미치의 정실 (키타노만도코로)
  - 10황자 : 손카쿠 법친왕 (尊覚法親王, 모치치카 친왕(庶愛親王), 1608년 ~ 1661년) - 이치죠인(一乗院)
  - 12황녀 : 尊蓮女王 (1614년 ~ 1627년) - 코쇼인(光照院)
- 텐지 : 후지와라노 (나카야마) 치카코 (오스케노츠보네(大典侍局), 1576년 ~ 1608년) - 나카야마 치카츠나의 딸
  - 1황자 : 카쿠신/카쿠진 입도친왕 (카타히토 친왕(良仁親王), 1588년 ~ 1648년) - 닌나지
  - 2황자 : 쇼카이 법친왕 (1591년 ~ 1609년) - 닌나지
- 텐지 : 후지와라노 (히노) 테루코 (곤나이시노스케노츠보네, 1581년 ~ 1607년) - 히노 테루스케의 딸
  - 5황자 : 손쇼 법친왕 (토시아츠 친왕(毎敦親王), 1602년 ~ 1651년)
- 텐지 : 후지와라노 (지묘인) 모토코 (사이쇼텐지, 다이나곤텐지, ? - 1644년) - 지묘인 모토타카의 딸
  - 6황자 : 교넨 법친왕 (츠네요시 친왕(常嘉親王), 1602년 ~ 1661년) - 묘호인, 천대좌주
- 텐지 : 미나모토노 (니와타) 토모코 (곤나이시노스케노츠보네, ? ~ 1626년) - 니와타 시게토모의 딸
  - 8황자 : 료준 법친왕 (타다스케 친왕(直輔親王), 1604년 ~ 1669년) - 치온인
- 텐지 : 후지와라노 (하무로) 노부코 (이치노타이노츠보네(一対局), ? ~ 1679년) - 하무로 요리노부의 딸, 카쥬지 미츠토요의 양녀
  - 11황녀 : 손세이 여왕 (尊清女王, 1613년 ~ 1669년) - 코쇼인(光照院)
- 쇼지 : 타이라노 (니시노토우인) 토키코 (신나이시, 카데노코지노츠보네(勘解由小路局, ? ~ 1661년) - 니시노토우인 토키요시의 딸
  - 7황녀 : 에이스 여왕 (永崇女王, 1609년 ~ 1690년) - 다이쇼지(大聖寺)
  - 8황녀 : 코운인노미야 (高雲院宮, 1610년 ~ 1612년)
- 비 : 키요하라 (후루이치) 타네코 (산이노츠보네(三位局), 1583년 ~ 1658년) - 후루이치 인에이의 딸, 아시카가 기진의 전 정실
  - 9황녀 : 레이운인노미야 (冷雲院宮, 1611년) - 요절
  - 11황자 : 도코 법친왕 (1612년 ~ 1678년) - 쇼고인
  - 10황녀 : 코우카인노미야 (空花院宮, 1613년)
- 비 : 오나카토미씨 (토사노츠보네(土佐局), ? ~ 1680년) - 中東時広의 딸
  - 12황자 : 도슈 법친왕 (道周法親王, 1613년 ~ 1634년) - 쇼코인
  - 13황자 : 지인 법친왕 (유키카츠 친왕(幸勝親王), 1617년 ~ 1700년)

## 재위 중의 연호
- 덴쇼 (1586년 11월 7일 ~ 1592년 12월 8일)
- 분로쿠 (1592년 12월 8일 ~ 1596년 10월 27일)
- 게이초 (1596년 10월 27일 ~ 1611년 3월 27일)

## 같이 보기
- 태상천황